# Maureen Harding Clark
Maureen Harding Clark (ur. 3 stycznia 1946) – prawniczka irlandzka.
Specjalistka prawa karnego, o dużym doświadczeniu zawodowym. W czerwcu 2001 została wybrana na sędziego ad litem przy Międzynarodowym Trybunale Karnym ds. Zbrodni w Byłej Jugosławii; 2001–2003 zajmowała się jednym z postępowań, pracując w składzie I izby procesowej trybunału (oskarżonymi byli dwaj dowódcy oddziałów paramilitarnych w Bośni).
Od marca 2003 sędzia Międzynarodowego Trybunału Karnego, została wybrana na kadencję 9-letnią. Z funkcji zrezygnowała jednak już w grudniu 2006, w związku z przejściem do pracy w Sądzie Najwyższym Irlandii.